# Beweis (Recht)
Ein Beweis ist das (positive) Ergebnis eines auf die Feststellung von Tatsachen gerichteten Beweisverfahrens. Er ist ein wichtiges Mittel der richterlichen Überzeugungsbildung bei der Feststellung des („rechtserheblichen“) Sachverhalts, der einer gerichtlichen Entscheidung zugrunde liegt. Umgangssprachlich wird auch das einzelne Beweismittel kurz als Beweis bezeichnet.
Weitere Quellen der Sachverhaltsfeststellung sind insbesondere die Erklärungen und Einlassungen der am Verfahren beteiligten Personen.

## Beweisbedürftigkeit, Beweisverbote
Grundlage jeden Beweisverfahrens ist, dass die zugrunde liegende Behauptung oder die festzustellende Tatsache beweisbedürftig ist und der Beweiserhebung kein Beweisverbot entgegensteht.
In gerichtlichen Verfahren, die der Dispositionsmaxime unterliegen, in denen die am Verfahren beteiligten Personen entscheiden, welcher Sachverhalt in welchem Umfang dem Gericht zur Entscheidung unterbreitet wird, sind grundsätzlich alle Parteibehauptungen beweisbedürftig, die einseitig erhoben werden, nicht nach den Regeln der einschlägigen Prozessordnung als zugestanden gelten und für die zu treffende Entscheidung erheblich sind. Im Zivilprozess hat dabei das förmliche gerichtliche Geständnis nach § 288 ZPO in der mündlichen Verhandlung eine besondere Rolle, weil es nur sehr eingeschränkt widerrufen werden kann.
In Verfahren, die dem Ermittlungsgrundsatz unterliegen, wie dem Strafprozess, bestimmt das Gericht über den Umfang der Beweisaufnahme. Auch hier führen oftmals entgegenstehende Behauptungen der am Verfahren beteiligten Personen zur Beweisbedürftigkeit von Behauptungen. Im Strafprozess kann etwa ein Verfahrensbeteiligter (Angeklagter, Verteidiger, Staatsanwalt) über das Beweisantragsrecht nach § 244 StPO ein Beweisverfahren über die Richtigkeit einer Behauptung erzwingen.
Keines (Gegen-)Beweises zugänglich sind unwiderlegliche gesetzliche Vermutungen (§ 292 Satz 1 letzter Halbsatz ZPO). Das Gesetz sieht diese allerdings lediglich in § 1566 Abs. 1 und 2 BGB vor. Dabei handelt es sich jedoch nicht um Vermutungen im eigentlichen Sinne, sondern um Fiktionen.
Keines Beweises bedürfen offenkundige Tatsachen oder gerichtskundige Tatsachen. Letztere sind Fakten, deren Kenntnis das Gericht bei seiner amtlichen Tätigkeit gewonnen hat, etwa über den Umstand, ob eine Entscheidung in einer anderen Sache rechtskräftig geworden ist. Normtatsachen bedürfen des Beweises nur insofern, als sie dem Gericht unbekannt sind (§ 293 ZPO). Eine Verkehrsauffassung kann das Gericht beispielsweise dann aus eigener Sachkunde beurteilen, wenn es um Gegenstände des allgemeinen Lebensbedarfs geht und der Richter dem jeweiligen Verkehrskreis angehört.
Ein Beweisantrag darf abgelehnt werden, wenn eine erhebliche Behauptung, die zur Entlastung des Angeklagten bewiesen werden soll, so behandelt werden kann, als wäre die behauptete Tatsache wahr (Wahrunterstellung). Der Rechtsgedanke des § 244 Abs. 3 Satz 2 letzte Alt. Strafprozessordnung findet auch im Zivil-, Verwaltungs-, Sozial- und Finanzgerichtsverfahren Anwendung.
Ein Beweis darf nicht erhoben werden oder hat unbeachtet zu bleiben, wenn der Erhebung oder der Verwertung des Beweises ein Beweisverbot entgegensteht. Beweisverbote sind zunächst Beweiserhebungsverbote. Diese können darin bestehen, dass eine bestimmte Tatsache der Beurteilung durch das Gericht entzogen ist, so etwa bei getilgten Vorstrafen, oder darin dass bei der Gewinnung des Beweises Rechtsvorschriften verletzt werden, wie bei einer nicht genehmigten Durchsuchung oder einem durch Folter erzwungenen Geständnis. Beweisverwertungsverbote schließen hingegen aus, dass auf solchen Wegen gewonnene oder nach Gewinnung unzulässig gewordene Erkenntnisse einer gerichtlichen Entscheidung zugrunde gelegt werden. Beweisverwertungsverbote führen immer auch zu einem Verbot, diesen Beweis zu erheben. Inwieweit Beweiserhebungsverbote dazu führen, den gleichwohl gewonnenen Beweis in der Entscheidung zu verwerten ist Frage des Einzelfalles und oft Gegenstand von Kontroversen in der Rechtsprechung und der juristischen Fachliteratur.

## Beweisverfahren
Das Beweisverfahren verläuft regelmäßig in einem zwei- bis dreiaktigen Prozessgeschehen mit unterschiedlichen Beteiligten:
- Es beginnt mit dem Beweisantritt oder dem Beweisantrag. In beiden ist die zu beweisende Tatsache und ein bestimmtes Beweismittel zu benennen. Der Beweisantritt ist in Verfahren, die der Dispositionsmaxime unterliegen, für alle streitigen Tatsachen erforderlich. Anderenfalls entscheidet das Gericht über die Tatsache nach der Beweislast, sofern es sich nicht anderweitig eine Überzeugung gebildet hat. Dem Beweisantritt entspricht in Verfahren, die dem Ermittlungsgrundsatz unterliegen, die Beweisanregung, weil das Gericht in solchen Verfahren von Amts wegen alle entscheidungserheblichen Tatsachen feststellen muss. Der Beweisantrag hingegen bezweckt ausdrücklich die Feststellung der im Antrag genannten Tatsachen. Seine Behandlung ist im Strafprozessrecht ausdrücklich geregelt und seine Zurückweisung ist dort im Prozess förmlich zu verbescheiden. Das Gericht folgt dem Beweisantritt, der Beweisanregung oder dem Beweisantrag, wenn die Tatsache entscheidungserheblich und beweisbedürftig ist und kein Beweisverbot besteht. Im Strafprozess ist die Zurückweisung eines Beweisantrags an die gesetzlich normierten Zurückweisungsgründe gebunden. Wird dem Antrag nicht gefolgt, ist das Gericht im Urteil bezüglich der im Antrag genannten Tatsache an seine Beurteilung der Tatsache in der Zurückweisungsentscheidung gebunden.
- Die Beweisaufnahme erfolgt durch das Gericht, in der Regel im Strengbeweisverfahren, mit dem die nach der jeweiligen Prozessordnung zulässigen Beweise in der durch diese Prozessordnung vorgeschriebene Form erhoben werden. Grundsätzlich haben die Verfahrensbeteiligten ein Anwesenheitsrecht. Sofern die Beweisaufnahme in der Vernehmung einer Person besteht, haben sie nach Maßgabe der jeweiligen Prozessordnung ein Fragerecht, sowie das Recht, zum Ergebnis der Beweisaufnahme gehört zu werden. Ist dagegen für die Beantwortung der Beweisfrage das Freibeweisverfahren zulässig (niemals bei Tatsachen, die unmittelbar Grundlage der gerichtlichen Entscheidung bilden), kann sich das Gericht auch unter Ausschluss der übrigen Beteiligten jeder geeigneten Informationsquelle, z. B. auch eines Telefonanrufs bedienen, um zu einer Überzeugung zu gelangen. Die Durchführung und das Ergebnis dieses Verfahrens ist den anderen Beteiligten bekannt zu geben.
- Aufgrund der Beweiswürdigung verschafft sich das Gericht, bei Kollegialgerichten in geheimer Beratung, auf Grund des Ergebnisses der Beweisaufnahme eine Überzeugung von der Richtigkeit der Beweisbehauptung. In der deutschen Rechtsprechung gilt der Grundsatz der freien Beweiswürdigung, d. h., es bestehen bis auf wenige Ausnahmen keinerlei gesetzliche Vorgaben, wie ein Beweisergebnis zu würdigen ist. Hat sich das Gericht aufgrund der Beweisaufnahme keine Überzeugung verschaffen können, so entscheidet das Gericht nach Beweislast darüber, zu wessen Nachteil die Unaufklärbarkeit der Beweisfrage führt.

## Beweismittel nach deutschem Recht
Ein deutsches Gericht kann sich zur Sachverhaltsermittlung der eigenen Wahrnehmung (richterliche Augenscheinseinnahme, Urkunde), der fremden Wahrnehmung (Zeuge) oder fremder Fachkunde (Sachverständiger) bedienen.

### Zivilprozessrecht
Vor einem Zivilgericht kommen im Strengbeweisverfahren nach deutschem Recht nur folgende Beweismittel in Betracht:
- Augenschein, §§ 371 f. ZPO,
- Zeugen, §§ 373 ff. ZPO,
- Sachverständige mit deren Gutachten in der Sache, §§ 402 ff. ZPO u. a. (Sachbeweis),
- Urkunden, §§ 415 ff. ZPO,
- Parteivernehmung, §§ 445 ff. ZPO.

Die amtliche Auskunft ist ein Substitut und kann Zeugenvernehmung oder Sachverständigengutachten ersetzen.

### Strafprozessrecht
Im Strafverfahren kommen in der Hauptverhandlung für den Strengbeweis nur folgende Beweismittel in Betracht:
- Sachverständigengutachten, §§ 72 ff. StPO,
- richterliche Augenscheinseinnahme, § 86 StPO,
- Urkundsbeweis, § 249 StPO,
- Zeuge, §§ 48 ff. StPO

Der Strengbeweis ist dort für die Feststellung der Tatsachen, die die Schuld- und Straffrage betreffen, vorgeschrieben.

## Beweiswürdigung und Beweismaß
Ein Beweis ist erbracht, wenn der Beweisführer den Richter von der Richtigkeit der strittigen Tatsachenbehauptung überzeugt. Das Regelbeweismaß ist dabei die volle persönliche Überzeugung des Richters. Lediglich eine überwiegende Wahrscheinlichkeit würde hierfür prinzipiell nicht ausreichen. Dabei ist seit der Einführung der freien richterlichen Beweiswürdigung (siehe § 286 ZPO oder § 261 StPO) grundsätzlich nicht mehr auf bestimmte Beweisregeln (z. B. das überkommene „Durch zweier Zeugen Mund wird allwegs die Wahrheit kund.“) abzustellen. Maßgebend ist (in den Worten des Bundesgerichtshofes) allein, ob der Richter persönlich von der Wahrheit der Tatsachenbehauptung überzeugt ist, d. h. wie glaubwürdig oder glaubhaft er eine Beweismittel einstuft. Hierfür muss der Richter alle für und gegen eine Tatsachenbehauptung sprechenden Gesichtspunkte in Relation zum erforderlichen Beweismaß setzen. Dabei bleibt er an die Gesetze der Denklogik und an die auf Erfahrung gegründete Wahrscheinlichkeit gebunden. Als Beweismaß darf jedoch nicht der naturwissenschaftlich sichere Nachweis verlangt werden, sondern der Richter muss sich mit einem für das praktische Leben brauchbaren Grad an Gewissheit zufriedengeben, der letzte (theoretische) Zweifel nicht ausschließt, ihnen aber praktisch Schweigen gebietet. Eigene Beweisregeln, welche die freie richterliche Beweiswürdigung beschränken, kennt das derzeitige Strafgesetz nicht und das Zivilrecht nur noch in wenigen Ausnahmefällen (z. B. die formelle Beweiskraft des Urkundenbeweises gemäß §§ 415 ff. ZPO, Protokoll gemäß § 165 ZPO, Zustellung).
Die Beweiswürdigung ist vom Gesetz dem Tatgericht übertragen (§ 261 StPO). Es obliegt allein ihm, sich unter dem zusammenfassenden Eindruck der Hauptverhandlung ein Urteil über die Schuld des Angeklagten zu bilden. Seine Schlussfolgerungen brauchen nicht zwingend zu sein; es genügt, dass sie möglich sind. Die revisionsgerichtliche Prüfung beschränkt sich darauf, ob ihm bei der Beweiswürdigung ein Rechtsfehler unterlaufen ist, d. h. wenn die Beweiswürdigung widersprüchlich, unklar oder lückenhaft ist, gegen ein Denkgesetz oder einen gesicherten Erfahrungssatz verstößt oder erkennen lässt, dass das Tatgericht überspannte Anforderungen an die für die Verurteilung erforderliche Überzeugung gestellt hat. Liegt ein Rechtsfehler nicht vor, hat das Revisionsgericht die tatrichterliche Überzeugungsbildung auch dann hinzunehmen, wenn eine abweichende Würdigung der Beweise möglich oder sogar näherliegend gewesen wäre.
Ein Sonderfall im Bereich der Beweiswürdigung ist der sogenannte Anscheinsbeweis (Prima-facie-Beweis). Voraussetzung hierfür ist ein typischer Geschehensablauf, der immer wieder vorkommt. In diesem Fall genügt es, dass sich dem Beobachter aufgrund eines Erfahrungssatzes die Vorstellung von diesem bestimmten Geschehensablauf aufdrängt. So kann bei Auffahrunfällen im Straßenverkehr das Verschulden des Auffahrenden allein aus der Tatsache des Auffahrens festgestellt werden, weil der Auffahrende entweder auf den Vorausfahrenden nicht genügend geachtet oder aber den erforderlichen Sicherheitsabstand nicht eingehalten hat, ohne dass dies im Einzelnen festgestellt oder bewiesen werden muss. Der Unterschied zur normalen Beweiswürdigung liegt darin, dass in den anerkannten Fällen eines Anscheinsbeweises der Begründungsaufwand geringer ist. Der Anscheinsbeweis kann dadurch erschüttert werden, wenn die ernstzunehmende Möglichkeit aufgezeigt wird, dass ein solcher typischer Geschehensablauf ausnahmsweise nicht vorgelegen haben könnte. In diesem Fall ist der – oft dann nicht mögliche – Vollbeweis im Einzelnen zu führen. Dem Anscheinsbeweis sind verwandt und oft nicht sauber abzugrenzen die Fälle, in denen von einer unstrittigen oder bewiesenen Tatsache her auf einen bestimmten Kausalverlauf geschlossen oder dieser vermutet wird (z. B. im Bereich der Arzthaftung für Verschulden und Kausalität oder bei Beratungsmängeln auf ein aufklärungskonformes Handeln des Geschädigten).
Ein herabgesetztes Beweismaß gilt für die Glaubhaftmachung. Als Beweismaß ist in diesem Fall lediglich die überwiegendere Wahrscheinlichkeit der Behauptung zu erbringen. Hintergrund ist, dass in den Verfahren, in denen die Glaubhaftmachung genügt, z. B. bei der einstweiligen Verfügung die Eilbedürftigkeit der Entscheidung im Vordergrund steht. Die Beweisaufnahme hat in diesen Fällen sofort zu erfolgen, eine Ladung von Zeugen etwa oder eine gerichtliche Beauftragung von Sachverständigen findet nicht statt. Bei der Glaubhaftmachung sind ferner als Mittel der Glaubhaftmachung über die üblichen Beweismittel hinaus auch die eidesstattliche Versicherung aller Personen zulässig, auch derer, die weder Zeugen noch Sachverständige sein können, also auch der Verfahrensbeteiligten selbst.

## Indizienbeweis
Beim Indizienbeweis gewinnt der Richter im ersten Schritt keine Überzeugung von der Haupttatsache (also etwa der Täterschaft des Angeklagten), sondern nur durch Indizien als Hilfstatsachen des Beweises (etwa die jahrelange Feindschaft von Angeklagtem und Opfer, die Androhung der Tat, die zeitlichen und örtlichen Gegebenheiten). Von diesen Hilfstatsachen wird dann auf die Haupttatsache geschlossen. Die Indizien (auch: Beweisanzeichen) vermitteln damit lediglich Hinweise auf Täter, Tat, Motiv und mögliche Beweise zur Ermittlung des wahren Sachverhalts. Die Überzeugung des Gerichtes kann sich auch auf Indizien stützen. Es handelt sich dann um einen Indizienprozess. Wirken mehrere voneinander unabhängige Indizien darauf hin, dass ein sonst nicht zu beweisender Sachverhalt vorliegt, wird von einer Indizienreihe gesprochen. Das Zusammenwirken besteht darin, dass sowohl Indiz 1 als auch Indiz 2 beide den Schluss auf die Haupttatsache erlauben. Davon ist die Indizienkette abzugrenzen, die vorliegt, wenn mehrere Indizien (aufeinander aufbauend) auf eine beweiserhebliche Tatsache hinweisen.

## Unmittelbarkeit im Beweisverfahren
Wesentlich für das deutsche Prozessrecht ist die Unmittelbarkeit des Beweisverfahrens. Das erkennende Gericht hat seine Überzeugung aus der mündlichen Verhandlung zu schöpfen. Nur ausnahmsweise können Beweise, die nicht durch das Prozessgericht selbst erhoben wurden, in den Prozess eingeführt werden. So kann in der Regel die Beweiserhebung nicht einem anderen als dem erkennenden Gericht übertragen werden. Im Strafverfahren können die durch die Polizei/Finanzbehörden und die Staatsanwaltschaft erhobenen Beweise nicht ohne weiteres in den Prozess eingeführt werden. So kann z. B. ein polizeiliches Verhörprotokoll im Hauptverfahren nicht einfach als Urkundsbeweis verlesen werden. Im Zivilprozess ist es aufgrund der dort geltenden Dispositionsmaxime dagegen durchaus möglich, beispielsweise statt der Vernehmung eines Zeugen die Akte eines Strafverfahrens, in der bereits die Zeugenaussage zum Beweisthema als Protokoll enthalten ist, durch das Gericht beiziehen zu lassen und damit zum Gegenstand der Beweisfindung durch das Gericht zu machen. Das Protokoll kann dann als sog. Urkundsbeweis wie andere Beweismittel auch verwendet werden. Der Inhalt des Protokolls (Vollständigkeit und inhaltliche Richtigkeit) ist jedoch vom Gericht im Rahmen der Beweiswürdigung eigenverantwortlich und ohne Bindung an etwaige im Protokoll enthaltene Aussagen neu festzustellen.

## Grenzüberschreitende Beweiserhebung

### Grundsätze
Die Beweiserhebung über ersuchte Richter in anderen Mitgliedstaaten der Europäischen Union (mit Ausnahme von Dänemark) regelt die im Rahmen der Justiziellen Zusammenarbeit in Zivilsachen ergangene EG-Beweisaufnahmeverordnung (EG-BewVO).
Danach sind folgende Möglichkeiten der Beweisaufnahme gegeben:
- Klassische Beweisaufnahme durch das im Rahmen der Amtshilfe ersuchte ausländische Gericht (Art. 10 ff. EG-BewVO);
- Durchführung der Beweisaufnahme durch das Prozessgericht im Ausland (Art. 17 EG-BewVO);
- Beweiserhebung mittels Videokonferenz (Art. 10 Abs. 4 EG-BewVO);
- Beweisaufnahme durch das ersuchte ausländische Gericht im Beisein des nationalen Tatrichters (Art. 12 EG-BewVO).

Die Verordnung selbst regelt keine Vorrangigkeit einer der beschriebenen Methoden.

### Auswirkungen auf das deutsche Beweisrecht
Es ist umstritten, ob das deutsche Prozess- und Verfassungsrecht trotz der prinzipiell gegebenen „Freiheit“ der Auswahl unter den Verfahrensvarianten der Verordnung (EG) Nr. 1206/2001 an den deutschen Tatrichter dennoch die primäre Anforderung stellt, eine der Varianten zu wählen, bei dem er sich selbst einen Eindruck vom im Ausland vernommenen Zeugen verschaffen kann, um dem Grundsatz der Beweisunmittelbarkeit (nach § 343 ZPO) Geltung zu verschaffen.

## Sonstiges
Der Begriff Beweislage bezeichnet die Situation eines Angeklagten hinsichtlich der Beweisbarkeit einer angeklagten Straftat, z. B. ist bei einer erdrückenden Beweislage tatbestandsmäßig kaum ein Freispruch möglich.
Beweise werden von der Strafverfolgungsbehörde (vor allem von der Staatsanwaltschaft und der Polizei) im Ermittlungsverfahren zusammengetragen und dem Gericht vorgelegt.

## Beweis im kriminalistischen Sinn
Beweisen heißt, dem beurteilenden Gericht einen Sachverhalt durch jedermann überzeugende und beliebig oft reproduzierbare Fakten so darzustellen, dass ein vernünftiger Zweifel an dem von den Strafverfolgungsorganen bei vorläufiger Tatbewertung angenommenen Tatgeschehen nicht möglich ist.

### Formen des Beweises
Direkter Beweis
Ergibt sich eine zu beweisende Tatsache unmittelbar aus einer anderen Tatsache, so spricht man von einem direkten Beweis.
Indirekter Beweis
Ergibt sich eine entscheidungserhebliche Tatsache nur mittelbar aus einer anderen Tatsache, so spricht man von einem indirekten Beweis. Der indirekte Beweis wird auch als Indizienbeweis bzw. Anzeichensbeweis oder Hilfstatsache bezeichnet.

### Arten des Beweises
Personalbeweis
Beim Personalbeweis ist das Beweismittel der Mensch (z. B. Sachverständiger, Zeuge, Beschuldigter). Er ist abhängig von der menschlichen Wahrnehmungsfähigkeit, der Reproduzierbarkeit der beweiserheblichen Wahrnehmungsinhalte, sowie der Wahrhaftigkeit der Aussage.
Sachbeweis
Unter Sachbeweise zählt man alle auf materielle Spuren oder auf Gegenstände gestützte Beweisführungen (z. B. richterliche Augenscheinseinnahme oder Urkunde).

## Common Law
Im US-amerikanischen Prozessrecht erfolgt die Beweiserhebung in einer gerichtlichen Voruntersuchung (Discovery), die Beweiswürdigung hingegen aufgrund der mündlichen Verhandlung durch den Richter oder die Geschworenen (Jury).